# Рондо
Рондо (от итал. rondo, развившегося из фр. rondeau — «движение по кругу», «круговой танец», восходящего к лат. rotundus — «круглый») — музыкальная форма, в которой неоднократные (не менее трех раз) проведения главной темы (рефрена) чередуются с отличающимися друг от друга эпизодами. Является наиболее распространённой музыкальной формой с рефреном.

## Старинное (куплетное) рондо

Начало пьесы Франсуа Куперена «Le Tic-Toc-Choc, ou Les Maillotins», написанной в форме куплетного рондо (автограф)

Название происходит от французского слова Couplet, которым в нотах композиторы XVIII века помечали разделы, называемые нами эпизодами. Рефрен назывался «рондо́» (фр. rondeau; иногда форму куплетного рондо по французской традиции также называют «рондо́», с ударением на последнем слоге).
Куплетное рондо было одной из любимых форм французских клавесинистов — Ж. Шамбоньера, Ф. Куперена, Ж-Ф. Рамо и других. В большинстве это программные пьесы, обычно — миниатюры, самого разного характера. В этой форме эти композиторы писали и танцы. В немецком барокко рондо встречается редко. Иногда применяется в финалах концертов (И. С. Бах. Концерт для скрипки с оркестром E-dur, 3-я часть). В сюитах это часто подражание французскому стилю (в той или иной мере) либо танцы французского происхождения (И. С. Бах. Паспье из Английской сюиты e-moll).
Различна продолжительность формы. Норма — 5 или 7 частей. Минимум — 3 части (Ф. Куперен. «Le Dodo, ou L’Amour au berceau» и «Les Barricades Mystérieuses»). Максимально известное количество частей (в принципе для рондо) — 17 (Пассакалия Ф. Куперена).
Рефрен излагает ведущую (почти всегда — единственную во всем произведении) тему, её доминирующая роль сильно выражена. Обычно он написан компактно, в гомофонной фактуре и имеет песенный характер. В большинстве случаев он квадратен (в том числе у И. С. Баха) и имеет форму периода.
Последующие проведения рефрена всегда в главной тональности. Он почти не меняется, единственное нормативное изменение — отказ от повторения (если оно было в первом проведении рефрена). Варьирование рефрена крайне редко.
Куплеты почти никогда не имеют нового материала, они развивают тему рефрена, оттеняя её устойчивость. В большинстве случаев имеет место одна из двух тенденций: малые отличия куплетов друг от друга или целенаправленное развитие куплетов, накопление движения в фактуре.

## Старинная концертная форма
Основная статья: Старинная концертная форма 
Эта форма не является одной из форм рондо, хотя в её основе — тот же принцип. От рондо она принципиально отличается очень масштабными изменениями первой темы (здесь — ритурнеля) при её повторных возвращениях: все они (кроме заключительного) транспонированы, часто проводятся в сокращённом виде. При этом достигается не характерная для рондо динамика развития, иногда даже превосходящая динамику сонатной формы у классиков.

## Рондо в творчестве К. Ф. Э. Баха

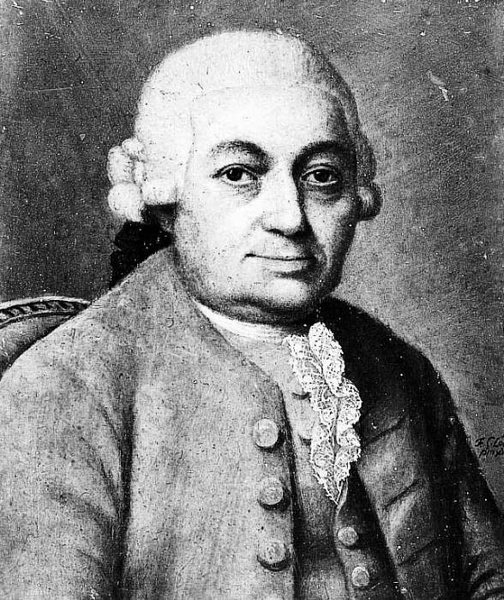
Карл Филипп Эммануэль Бах

Эстетика Карла Филиппа Эммануэля Баха была противоположна эстетике французских клавесинистов. Он внёс в форму рондо очень сильный элемент фантазийности.
К. Ф. Э. Бах обращается с формой гораздо свободнее, чем его предшественники и многие композиторы последующих эпох. Рефрен активно развивается (чего нет у французских клавесинистов и венских классиков), он транспонируется (причём не обязательно в родственную тональность), имеют место сокращения, разработка или расширение рефрена (часто за счёт включения фантазийных элементов — каденций и т. п.). На фантазийном материале часто строятся эпизоды. Возрастает контраст между частями и их количеством. Общий тональный план лишён уравновешенности, как и масштабы разделов. Возрастает и индивидуальность конструкции каждого произведения. Иногда в его рондо присутствует элемент сонатности (это выражается в возвращении одного из эпизодов в конце формы в основной тональности). Этим он готовит рондо-сонату венского классицизма.
В качестве иллюстрации сказанного можно привести схему Рондо К. Ф. Э. Баха B-dur для клавира. Первая строчка — тип раздела (Р — рефрен, ЭП — эпизод), вторая — количество тактов, третья — локальная форма раздела, четвёртая — тональность раздела, пятая — аналогия разделов произведения с разделами сонатной формы (ГП — главная партия, ПП — побочная партия):
| Р       | ЭП1 | Р      | ЭП²  | Р      | ЭП³   | Р   | ЭП4 | Р | ЭП5 (ЭП²) | Р   | ЭП6  | Р | Р1   | ЭП7 (ЭП3, 4) | Р     |
| 8+4+8   | 12  | 8      | 11   | 8      | 8+8   | 4+8 | 11  | 8 | 8         | 4+4 | 8+25 | 8 | 23   | 8+16+14+19   | 15    |
| 3 ч. ф. |     | период |      | период |       |     |     |   |           |     |      |   |      |              |       |
| B       | c-B | F      | B-Es | Es     | c     | c   | c-E | E | a         | d   | d-B  | B | B    | b            | B     |
| (ГП)    |     | (ПП)   |      |        | (ПП²) |     |     |   |           |     |      |   | (ГП) |              | (ПП²) |

## Рондо классической эпохи
Рондо в музыке венских классиков занимает большое место. После К. Ф. Э. Баха эта форма снова обрела уравновешенность и стройность. Части классического рондо строго регламентированы, свобода минимальна. Такое понимание формы соответствует общей для классиков концепции гармоничного и разумно устроенного мира.
Область применения рондо в этот период — финалы или медленные части циклов (то есть части, где важна устойчивость, завершённость и отсутствует конфликтность). Реже встречаются отдельные пьесы в форме рондо (Моцарт. Рондо a-moll; Бетховен. Рондо «Ярость по поводу утерянного гроша»).
По количеству тем выделяют малое рондо (1 или 2 темы) и большое рондо (3 темы и более). Ниже будут рассмотрены эти типы. Нужно заметить, что в одной из европейских теорий XIX — начала XX веков (А. Б. Маркс и его последователи, в том числе русские) выделялось 5 форм рондо. В то время как другие крупные западные теоретики — такие как Лобе, Риман, Праут, Шенберг, д'Энди не соглашались в теории музыкальной формы с Марксом. В русском музыковедении отказ от классификации Маркса (песенная форма + 5 видов рондо) произошел еще до Октябрьской революции 1917 у Беляева и Катуара, закрепившись потом в работах Тюлина, Способина, Мазеля и Цуккермана. Далее будет указано, какой форме рондо по Марксу соответствует тот или иной тип рондо.

### Малое рондо

#### Однотемное рондо
Структура этого типа формы имеет изложение темы и её повторение, связанные модулирующим ходом. Схема этой формы такова:
| А | — | ход | — | А |
| Т |   | →   |   | Т |

Основное качество этой формы, позволяющее причислить её к формам рондо — наличие хода. Такая форма в чистом виде встречается редко, часто имеет место зарождение нового тематического материала (и образности) внутри хода, что приближает целое к двухтемному рондо.
Тема обычно бывает в простой двухчастной форме, чем обуславливается самостоятельное значение хода (а не его серединная роль), реже простая трехчастная или период (в этом случае ход имеет размеры, намного превосходящие тему).
Самостоятельные пьесы в этой форме редки.
Примеры:
- Л. ван Бетховен. Багатель, ор. 119 № 6 (тема — простая двухчастная безрепризная форма).
- Л. ван Бетховен. Соната #2, ор. 2 № 2, 2 ч. (тема — простая трехчастная форма).
- Р. Шуман. Новеллетта № 2 D-dur (тема — период, ход занимает 74 такта).

#### Двухтемное рондо
Также называется «формой Adagio» или «формой Andante» — так как в этой форме написано большинство медленных частей сонатно-симфонических циклов композиторов-классиков (традиционно Andante или Adagio).
Схема этой формы такова:
| А | — | ход | — | B    | — | ход | — | A |
| Т |   | →   |   | не-Т |   | →   |   | Т |

Такая структура называется нечётным рондо (по количеству проведений тем, не считая ходов). Иногда произведение может заканчиваться второй темой (B), такая структура называется чётным рондо:
| А | — | ход | — | B    | — | ход | — | A | — | ход | — | B1 |
| Т |   | →   |   | не-Т |   | →   |   | Т |   | →   |   | Т  |

Форма может быть продолжена ещё и завершаться на проведении главной темы:
| А | — | ход | — | B    | — | ход | — | A | — | ход | — | B1 | — | ход | — | A |
| Т |   | →   |   | не-Т |   | →   |   | Т |   | →   |   | Т  |   | →   |   | Т |

Двухтемное рондо в основном применяется в медленной музыке лирического характера (медленные части циклов, ноктюрны, романсы и т. п.) и в оживлённой моторной, часто жанрово-танцевальной (финалы циклов, этюды, отдельные пьесы и т. д.).
Главная (первая) тема обычно написана в простой форме, чаще всего в простой двухчастной. Она устойчиво излагается в главной тональности и имеет ясную каденцию.
Вторая тема в той или иной мере контрастирует с первой и имеет самостоятельное значение. По тематизму она может быть производной от главной. В большинстве случаев она устойчива, но может быть и неустойчивой. Часто вторая тема написана в простой двухчастной, реже — в форме периода.
Иногда может пропускаться один из ходов (чаще — уводящий). Ходы могут иметь свой тематический материал или же развивать материал темы.
Примеры:
- Л. ван Бетховен. Концерт № 1 для фортепиано с оркестром, op. 15, II часть.
- Л. ван Бетховен. Соната для фортепиано № 3 до мажор, ор. 2 № 3, II часть.
- В. Моцарт. Концерт для фортепиано с оркестром A-dur (KV 488), II часть.

### Большое рондо
К большим рондо относятся формы, имеющие от трёх тем и более.
Большое рондо принято делить: по количеству тем — на трёхтемное, четырёхтемное и т. п.; по правильности возвращения рефрена — на регулярное и нерегулярное; по повторяющемуся разделу — возможны формы, где кроме рефрена возвращается один из эпизодов.
Большое рондо состоит из тех же частей, что и малое рондо — из тем и ходов. Такие же и характеристики этих разделов — темы более устойчивы, ходы — менее.
Вступление в большом рондо, когда оно является частью цикла, встречается редко, если оно и есть, то невелико и несамостоятельно. Напротив, в отдельных произведениях вступление может разрастаться до большой интродукции (Сен-Санс. Интродукция и рондо-каприччиозо).
Кода в большом рондо присутствует почти всегда. Часто она включает в себя последнее проведение главной темы.

#### Большое регулярное рондо
В этом типе рондо рефрен последовательно возвращается после эпизодов. Схема формы такова:
| А | → | B | → | A | → | C | → | A | … | A |

Общее число тем может различаться, но в большинстве случаев их три, соответственно, всего пять разделов.
Главная тема имеет те же характеристики, что и в малом рондо. Она может варьироваться при своих повторных проведениях. В рондо классической эпохи рефрен всегда проводится в главной тональности, в более позднее время рефрен может транспонироваться (Ф. Шуберт. Соната a-moll, op. 164, 2-я часть).
Эпизоды обычно имеют мотивную самостоятельность. Часто используется принцип нарастания контраста — каждый следующий эпизод контрастен рефрену более, чем предыдущий.

#### Большое регулярное рондо с повторением побочных тем
В этом типе рондо одна или несколько побочных тем (эпизодов) повторяются — обычно транспонированно, очень редко в той же тональности. Применяется она почти исключительно в финалах сонатно-симфонических циклов.
Схема наиболее распространённой разновидности такова:
| А | → | B | → | A | → | C | → | A | → | B | → | A |
| Т |   | D |   | T |   | S |   | T |   | T |   | Т |

Обозначения тональностей условны (для эпизодов), хотя тональный план, показанный на схеме, более распространён.
Иногда может быть пропущено одно из проведений рефрена при повторении (Гайдн. Симфония № 101 D-dur, 4-я часть).
Структура этого типа рондо обладает иными, более масштабными пропорциями. Иначе воспринимается начальный участок формы (ABA) — теперь это уже целый экспозиционный раздел. В большинстве случаев перед центральным эпизодом (С) отсутствует ход — чтобы ярче отделить его от экспозиционного и репризного разделов. Контраст между рефреном и центральным эпизодом больше, чем между рефреном и первым эпизодом — часто меняется характер (например, с подвижного танцевального на распевный и лирический).

#### Большое нерегулярное рондо
В этом типе рондо чередование частей свободное, рядом могут находиться два или более эпизода. Типической планировки эта форма не имеет. Пример: Шуберт. Рондо для фортепиано в 4 руки e-moll, ор. 84 № 2. Его схема такова:
| А | B | → | C | → | A | → | B | C | → | B | A |

#### Сонатная форма с эпизодом вместо разработки
Данный тип формы может быть трактован двояко — и как разновидность рондо, и как смешанная форма.
От рондо-сонаты она отличается отсутствием разработки и тем, что в конце экспозиции не возвращается главная тональность (в рондо-сонате второе проведение главной партии звучит в главной тональности)
Эта форма имеет некоторые черты сонатной формы — типичную сонатную экспозицию и репризу. Однако она лишена главного для сонатной формы раздела — разработки, которую заменяет эпизод с новым тематическим материалом. Поэтому принципиально эта форма оказывается ближе к рондо.
Схема формы такова:
| А (ГП) | B (ПП) | C (эпизод) | A (ГП) | B (ПП) |
| T      | не-Т   |            | Т      | Т      |

Основная сфера применения этой формы — финалы сонатно-симфонических циклов (например, финал Сонаты для фортепиано № 1 Бетховена).

## Послеклассическое рондо
Рондо в новых условиях отличается очень разнообразным применением. Оно может использоваться более традиционно (финал цикла), или более свободно — например, самостоятельная миниатюра (некоторые ноктюрны Шопена — как превращение медленной части цикла в самостоятельную пьесу), самостоятельная вокальная пьеса (Бородин. «Море»), по принципу рондо могут строиться очень крупные конструкции (интродукция из «Руслана и Людмилы» Глинки).
Меняется и образное содержание рондо. Теперь это может быть экстатическая музыка («Поганый пляс Кащеева царства» из «Жар-птицы», финал «Весны священной» Стравинского), драматическая и трагическая (Танеев. Романс «Менуэт»). Хотя сохраняется и традиционная лирическая сфера (Равель. «Павана»).
Исчезает классическая унификация формы, сильно возрастает её индивидуализация. Две одинаковых конструкции — редкость. Рондо может иметь любое количество частей не меньше пяти. Рефрен может проводиться в разных тональностях (что иногда встречалось уже у венских классиков), нередко нарушение регулярности следования частей (2 эпизода подряд).
Такой тип рондо смыкается с другими формами, в частности, с контрастно-составной (это выражается в усилении контраста между разделами) или сюитной (формально сюита «Картинки с выставки» Мусоргского — рондо).